# Karuizawa
Karuizawa (jap. 軽井沢町 Karuizawa-machi) – miasto w Japonii, na wyspie Honsiu, w prefekturze Nagano. Według danych na rok 2020 miejscowość zamieszkiwało 19 188 mieszkańców , a gęstość zaludnienia wyniosła 123 os./km².